# Alicia von Rittberg
Alicia Gräfin von Rittberg (Munique, 10 de dezembro de 1993) é uma atriz alemã. Ela chamou a atenção fora da Alemanha por seu breve papel como Emma no filme Corações de Ferro de 2014. Rittberg também protagonizou a primeira temporada da série de TV Charité, pela qual recebeu o prêmio Bambi em 2017.

## Filmografia

### Cinema
| Ano  | Título                 | Papel         |
| ---- | ---------------------- | ------------- |
| 2011 | Eine ganz heiße Nummer | Tina Brandner |
| 2012 | Barbara                | Angie         |
| 2014 | Corações de Ferro      | Emma          |
| 2016 | Nosso Fiel Traidor     | Natasha       |
| 2017 | Jugend ohne Gott       | Nadesh        |
| 2018 | Ballon                 | Petra Wetzel  |
| 2019 | Rate Your Date         | Teresa        |
| 2020 | Resistance             | Regine        |

### Televisão
| Ano       | Título                                  | Papel               | Nota(s)                               |
| --------- | --------------------------------------- | ------------------- | ------------------------------------- |
| 2006      | The Old Fox                             | Jasmin Carnap       | episódio: 30x03 "Tödliches Schweigen" |
| 2007      | Die Lawine                              | Jill Westermann     | Telefilme                             |
| 2008      | Die Sache mit dem Glück                 | Miriam Heitmann     | Telefilme                             |
| 2008–2009 | Meine wunderbare Familie                | Lilly Sander        | 5 episódios                           |
| 2009      | Romy                                    | Romy - 14 years old | Telefilme                             |
| 2010      | Das Geheimnis der Wale                  | Charlotte Waldmann  | Telefilme                             |
| 2011      | Hindenburg                              | Gisela Kerner       | Telefilme                             |
| 2011      | The Old Fox                             | Leonie Wintzer      | Episódio: 37x04 "Zivilcourage"        |
| 2011      | Die Verführerin Adele Spitzeder         | Therese Ederer      | Telefilme                             |
| 2012      | Und alle haben geschwiegen              | Luisa Jung          | Telefilme                             |
| 2013      | Alles für meine Tochter                 | Clara Liebner       | Telefilme                             |
| 2014      | Unterwegs mit Elsa                      | Clara Novak         | Telefilme                             |
| 2014      | Die Hebamme                             | Lotte               | Telefilme                             |
| 2014      | Die reichen Leichen. Ein Starnbergkrimi | Sisi                | Telefilme                             |
| 2015      | Das Romeo-Prinzip                       | Annelie             | Telefilme                             |
| 2016      | Die Hebamme 2                           | Lotte               | Telefilme                             |
| 2017      | Charité                                 | Ida Lenze           | 6 episódios                           |
| 2017      | Genius                                  | Anna Winteler       | 4 episódios                           |
| 2019      | Lotte am Bauhaus                        | Lotte Brendel       | Telefilme                             |

## Prêmios e indicações
| Ano  | Prêmio                           | Categoria                   | Trabalho                                    | Ref.  |
| ---- | -------------------------------- | --------------------------- | ------------------------------------------- | ----- |
| 2013 | Prêmio Bavarian TV               | Prêmio Jovem Artista        | Und alle haben geschwiegen                  | [ 3 ] |
| 2013 | Prêmio Günter Rohrbach Film      | Price of Saarland Film GmbH | And all were silent junto com Leonard Carow |       |
| 2014 | New Faces Award                  | Prêmio Jovem Artista        | Die Hebamme                                 |       |
| 2017 | Prêmio Bambi                     | Melhor Atriz Alemã          | Charité                                     |       |
| 2019 | Seoul International Drama Awards | Melhor Atriz                | Lotte am Bauhaus                            |       |